# Monrupino
Monrupino (Sloveens: Repentabor) is een gemeente in de provincie Triëst tussen het Triëstijnse buitenoord Villa Opicina en de gemeente Sgonico (Sloveens: Zgonik) aan de Sloveense grens. In de gemeente ligt de internationale grensovergang Fernetti/Fernetiči. Monrupino telt (met Col en Fernetti/Fernetiči) 867 inwoners, voor het grootste deel Slovenen.
De gemeente Monrupino werd in 1918 door Italiaanse troepen bezet en bij Italië ingelijfd. Na de Tweede Wereldoorlog maakte het deel uit van de Vrije Zone Triëst en werd vervolgens toegewezen aan Italië. Voor het eerst na het fascisme werd het gebruik van de Sloveense taal in het openbare leven geregeld in 1949 (decreet 183 van de geallieerde bezetter, 2 september 1949).
In Monrupino ligt het "Museo della Casa Carsica/Muzej Kraška Hiša" gewijd aan de architectuur van de karst.
Duino-Aurisina · Monrupino · Muggia · San Dorligo della Valle · Sgonico · Triëst
1. ↑  https://demo.istat.it/?l=it.